# Comuna Harbuziv, Zboriv
Harbuziv (în ucraineană Гарбузів) este o comună în raionul Zboriv, regiunea Ternopil, Ucraina, formată din satele Harbuziv (reședința) și Manaiv.

## Demografie
Componența lingvistică a comunei Harbuziv
     Ucraineană (100%)
Conform recensământului din 2001, toată populația comunei Harbuziv era vorbitoare de ucraineană (100%).